# Béla Rajki
Béla Rajki, auch Béla Rajki-Reich (* 2. Februar 1909 in Budapest; † 20. Juli 2000 ebenda) war ein ungarischer Trainer für Wasserball und Schwimmsport.
Béla Rajki betreute als Trainer der ungarischen Wasserball-Nationalmannschaft 1952 und 1956 die Olympiasieger im Wasserball. 1972 gewann das von ihm betreute Team Silber. 1948 und 1952 war er Cheftrainer der ungarischen Schwimmer-Mannschaft. Insbesondere das Wasserballturnier 1956 und hier ganz besonders das Spiel der Ungarn gegen die Mannschaft der Sowjetunion stand im Blickpunkt des weltweiten Interesses. Rajki hatte seine Mannschaft ausdrücklich zu fairem Spiel aufgefordert, es entwickelte sich jedoch ein ungewöhnlich brutales Match. 
Neben seiner Trainertätigkeit im Hochleistungssport verfasste Rajki auch Standardwerke im Bereich Schwimmen und Wasserball, produzierte Lehrfilme und veröffentlichte Lehrbildreihen, zu denen er die Unterwasserfotos selbst beisteuerte. Im Jahr 1996 wurde er in die Ruhmeshalle des internationalen Schwimmsports aufgenommen.

## Veröffentlichungen
- Die Technik des Sportschwimmens. Berlin, Sportverlag, 1956.
- Das Wasserballspiel. Budapest, Corvina, 1959. 127+13 Bildtafel-Seiten